# 矢代まさこ
矢代 まさこ （やしろ まさこ、1947年（昭和22年）1月13日 - ）は、日本の漫画家。愛媛県伊予三島市（現・四国中央市）出身。1976年から1978年にかけて一時期睦月とみのペンネームで執筆していた。夫は漫画家の山本まさはる。

## 略歴
子供の頃に手塚治虫、水野英子、ちばてつや、新城さちこらの漫画に影響を受け漫画家を志す。
1962年（昭和37年）、金園社の貸本『すみれ』に掲載された『ちいさな秘密』でデビューし、翌年大阪に転居。その後、おもに若木書房の貸本を中心に作品を発表。1964年（昭和39年）、新城さちこの弟の山本まさはると結婚。1964年から1966年に発表した「ようこシリーズ」（全28巻）で作家としての地位を確立する。「ようこシリーズ」はこまやかな日常描写・清新なエロティシズム・作風の幅広さをもって、当時の最も新しい少女漫画の位置を占め、初期の萩尾望都に決定的なインパクトを与えたほか、その作風は樹村みのりの作品に受け継がれた（ささやななえ、三原順にあたえた影響も重要である）。
1966年以降は、「別冊マーガレット」、「週刊マーガレット」、「少女コミック」、「ビッグコミックフォアレディ」など雑誌での活動が中心となった。また、手塚治虫主催の実験的漫画雑誌「COM」（1968年創刊）では中心作家として連作短編を発表した。これによってはじめて矢代まさこの存在を知り、ショックを受けたファンも多い。のちにサンリオが出版した（やはり手塚系の作家たちによる）フルカラーA4変形版の実験的な少女漫画雑誌「リリカ」（1976年創刊）でも中心作家として活躍した。1968年から「少年マガジン」「少年ジャンプ」「少年サンデー」「少年チャンピオン」と少年誌へも精力的に進出。萩尾望都や竹宮恵子に先駆けて前衛漫画雑誌や少年漫画誌に進出した存在となった。
「ようこシリーズ」は現在古書価が高騰し、いずれの巻も4000 - 9000円程度の値がついている。代表的なコミックとしては、朝日ソノラマのレーベル「サンコミックス」から刊行された「矢代まさこ名作シリーズ」がある。（全3巻・絶版）

## 作品リスト
- 光の中の子供たち
- ユカの物語
- ようこシリーズ
  1. 孤島の夢路
  2. おとなになりたくない
  3. 女の子対男の子
  4. しあわせの後姿
  5. 見えない流れ
  6. むこう三軒両隣り
  7. めがね一家の物語
  8. 謡子のばか
  9. にんじんっ子の春の歌
  10. 煙とクレパス
  11. なぜなぜ遊びを
  12. ほおら友だち
  13. くいしんぼ日記
  14. ジョオの青い星
  15. 代打プリンセス
  16. どんぐり天使
  17. 歌うこがらし
  18. ころころコロッケ
  19. ゲレンデ仲間
  20. ピーナッツを一粒
  21. よっこヒヨッコ逃亡記
  22. ママに乾杯
  23. 笑ってごらん
  24. 落っこちた女神さま
  25. パパと7人の仲間
  26. おはぎのお嫁いり
  27. ずぶぬれの歌
  28. おしゃれなヨーキ
  29. 白いメロディー（予告のみ）
- ちびっこ聖者
- ノアをさがして
- ノアとしゃぼん玉
- ボクは犬になった
- アッシャー家の崩壊
- ピースバードストーリー
- サーカス
- 枕草子
- 更級日記
- 巴御前

## 単行本
- 『ちびっこ聖者』、東考社〈HOMERUN・COMICS〉、1968年3月[4]
収録作品：「ちびっこ聖者」「えくぼがお似合い」「小象のデイト」「ゲンの吹雪」「あひるのマーチ」「ミミみっつ」
- 『サチのポプラ♥レター』、若木書房〈ジュニア・コミックス〉、1968年9月[5]
- 『ノアとシャボン玉 矢代まさこ名作シリーズ1』、朝日ソノラマ〈サンコミックス〉、1978年3月
- 『ボクはイヌになった 矢代まさこ名作シリーズ2』、朝日ソノラマ〈サンコミックス〉、1978年4月
- 『シークレット・ラブ 矢代まさこ名作シリーズ3』、朝日ソノラマ〈サンコミックス〉、1978年4月
- 『矢代まさこ ノアをさがして』、主婦の友社〈ロマンコミック自選全集〉、1978年12月
- 『アッシャー家の崩壊』、エドガー・アラン・ポー原作、主婦の友社〈TOMOコミックス名作ミステリー〉、1979年1月[6]
- 『おはぎのお嫁入り』、翠楊社〈グランドコミックス〉、1979年3月
- 『ピースバードストーリー 平和鳥物語』、奇想天外社〈奇想天外コミックス〉、1980年
- 『サーカス』、小学館〈FLビッグコミックス〉、1982年10月
- 『枕草子』、辻真先構成、暁教育図書〈コミックグラフィック日本の古典〉、1983年2月
- 『更級日記』、辻真先構成、暁教育図書〈コミックグラフィック日本の古典〉、1983年9月
- 『巴御前 - 動乱の世を天翔る木曽谷の女武者』、世界文化社〈ロマンコミックス 人物日本の女性史 13〉、1985年、ISBN 978-4418852130
- 『或る女・惜しみなく愛は奪ふ』、有島武郎原作、丸尾恵子構成、暁教育図書〈コミグラフィック日本の古典〉、1988年3月
- 『ノアをさがして』、NTT出版〈NTT出版マンガ傑作選〉、1996年1月、ISBN 978-4871884273

## 関連人物
- もとやま礼子 - 元アシスタント。